# ヒルンデイルファーム
ヒルンデイルファーム（Hill 'N' Dale Farms）はアメリカ合衆国ケンタッキー州パリスにある競走馬の生産及び種牡馬の繋養を行っている牧場である。
1987年にケンタッキー州レキシントンで開場し、2021年より現在地に移転した。
ヒルンデールファームとも呼ばれることもある。

## 主な繋養種牡馬
2025年
- Arabian Knight (2025年～)
- Army Mule (2019年～)
- Charlatan (2022年～)
- カーリン (2016年～)
- ゴーストザッパー (2021年～)
- グッドマジック (2019年～)
- Kantharos (2017年～)
- Loggins  (2024年～)
- Maclean's Music (2017年～)
- ミッドナイトリュート (2009年～)
- Violence (2014年～)

## 過去の主な繋養種牡馬
- エーピーインディ
- Atreides (2016年～2019年)
- バイエルン (2016年～2021年)
- キャンディライド (2005年～2009年)
- El Corredor (2002年～2012年)
- Flashback  (2015年～2018年)
- フリントシャー (2017年～2021年)
- Harlington (2009年～2013年)
- キトゥンズジョイ (2018年～2022年)
- Lost Treasure (2020年～2024年)
- メダグリアドーロ (2005年)
- ムーチョマッチョマン (2021年～2023年)
- ニューイヤーズデイ (2017年～2018年)
- Roman Ruler (2006年～2015年)
- シアトルスルー (2002年)
- Secret Circle(2016年～2019年)
- シーキングザダイヤ(2009年～2010年)
- シーキングザベスト(2008年～2009年)
- Shakespeare (2008年～2009年)
- スルーオゴールド
- Stormy Atlantic (2004年～2021年)
- シアトリカル (2002年～2012年)
- ヴィンディケーション (2004年～2008年)
- World Of Trouble (2020年～2024年)